# 营州之乱
营州之乱（696年-697年）是指契丹族的首领李尽忠以及其妻兄孙万荣的领导下，不满武周的统治，于今天中国的东北地区发动的叛乱，攻陷营州，杀死营州都督赵文翙，进逼檀州（今北京密云），最终被武周联合突厥镇压。有学者认为，这种战争对武周和契丹都造成了重要的影响。

## 起因
营州都督赵文翙，刚愎自用，居住在附近的契丹居民大饥，赵文翙非但不予救济反而将酋长如同奴仆对待。归诚州刺史孙万荣与妹夫松漠都督李尽忠对此抱怨，并于万岁通天元年五月十一日（696年6月）发动叛乱，攻陷营州，杀死营州都督赵文翙。

## 战争过程

### 第一次讨伐
武则天将发动叛乱的李尽忠和孙万荣改名为李尽灭和孙万斩。于同年五月二十四日派遣左鹰扬卫将军曹仁师、右金吾卫大将军张玄遇、左威卫大将军李多祚、司农少卿麻仁节等二十八将讨伐，同年七月十一日，派遣梁王武三思榆关（今河北山海关）道安抚大使，用以防备契丹。李尽忠自称无上可汗，以孙万荣为大将，十五日已拥兵数万，进逼檀州，被张九节击退。
之前，营州被俘囚于地牢的周军在被释放前，负责看守的契丹人骗他们：我们的家属无法在饥寒中生存，等周军到来便会投降。被俘的周军被释放后，向幽州报告相关的情况，士兵听到后争前恐后地进军，至黄麞谷。契丹人派老弱兵民前来投降，故意在道边丢弃老牛瘦马。曹仁师等便留下步兵，领骑兵前进。八月二十八月，与契丹黄麞谷大战，周军大败。契丹人设下埋伏从侧面攻击，李楷固利用绳索将麻仁节和张玄遇绊倒，二人被擒。并利用缴获的官碟印信，伪造文书让张玄遇等签名，通知总管燕匪石、宗怀昌等说官军获胜，催促他们前进。燕匪石等得到通知，昼夜兼程，士卒马匹都很疲劳，结果被契丹人在中途埋伏截击，全军覆没。叛军进攻平州，但未攻下。同年九月，武则天武攸宜以右武威卫大将军、清边道行军大总管，以陈子昂为其参谋，讨伐契丹。出发前，武则天亲自为武攸宜在洛阳白马寺践行，但出师而还没有功绩。并向全国征发能够抵御契丹的囚犯和奴仆，陈子昂上书劝谏不可。孙万荣秘密夜袭檀州，张九节招募死士与之战斗，孙于是败逃。
突厥默啜自请为武后儿子为其女求婚，并率军队讨伐契丹，武则天任命其为左卫大将军。同年十月二十二日，李尽忠去世，孙万荣代领其众。默啜趁此时袭击松漠，俘虏李尽忠、孙万荣妻子和儿女而去。武则天闻讯晋封默啜为颉跌利施大单于、立功报国可汗。孙万荣重新收拾残部，派遣骆务整、何阿小为前锋，攻陷冀州（今河北冀县），杀州刺史陆宝积，屠吏居数千人，又攻陷瀛州（今河北河间），河北震动。武则天启用彭泽县令狄仁杰为魏州（治所在今河北大名）刺史。狄仁杰改变了前任州刺史将百姓赶进内城修缮防御工事的方式，而是将百姓遣送回耕种，并说“契丹还在远处，不必劳师动众，一旦叛军到来，我自己就能抵挡”，百姓大悦。 

### 第二次讨伐
神功元年（697年）三月十二日，武则天启用被免官的王孝杰为兵部尚书与羽林卫将军苏宏晖率兵十七万讨伐契丹，双方在东硖石谷战斗，道路狭窄，王孝杰率精兵为前锋力战，向前攻击契丹军。等退出山谷，王孝杰布阵，但苏宏晖畏惧契丹军队人多势众已先逃跑，契丹汇回兵，王孝杰坠崖而死，所领将士死亡殆尽。其节度管记张说告发事实，武则天派使者将苏宏晖斩首示众，但使者未到幽州，苏宏晖以戴罪立功并被免去死罪。武攸宜驻军渔阳，听说王孝杰全军覆没，军队大震，不敢军进。契丹乘胜攻击幽州，在附近攻城掠民，武攸宜派兵进击，也未成功。

### 第三次讨伐
武则天于神功元年（697年）四月十八日，任命河内郡王武懿宗为神兵道大总管、与右豹韬卫将军何迦密共讨伐契丹，五月再以娄师德为清边道副大总管，右武威卫将军沙吒忠义为前军总管，带兵二十万讨伐契丹。
武懿宗驻军赵州，听闻契丹将领骆务整数千骑兵将达到冀州，武懿宗感到害怕，想向南逃跑。有人说：“叛军没有辎重，只能靠抢劫得到，若按兵以逸待劳，攻击他的归途，可成大功。”懿宗不从，退守相州，丢弃很多的军用物资，契丹人攻下赵州。张元一曾做《嘲武懿宗》嘲讽武懿宗。
转檀州刺史、清边西道前军大总管阎虔福以偏军，抵挡住了契丹军南侵的势力并断契丹北归之路。
孙万荣兵锋正锐，向南劫掠瀛州及属县，恣意妄为。奚人背叛孙万荣，于是杨玄基前契丹军，奚军攻击其后，契丹军大败，抓获契丹的冀州三品大总管何阿小，收降李楷固、骆务整，收缴军械成堆。孙万荣败军而走被奚军四面攻击，于是大军大溃，孙万荣向东逃跑。张九节设下三路伏兵，孙万荣被穷追，跑到潞水东在林下休息，叹息道“我现在想投降，但罪过已经很大，投降突厥也是死，跑到新罗也是死，能去哪儿！”。六月二十九日，孙万荣奴仆将其斩首，张九节将其首级送往洛阳，孙万荣部下投奔突厥。

## 后续

### 安抚河北
六月二十六日，任命武懿宗、娄师德及狄仁杰分开安抚河北。武懿宗将从契丹军中逃回的被胁迫的百姓认定为反贼，生取其胆。之前，何阿小残忍嗜杀，河北人将河内郡王武懿宗与之相比：“唯此两何，杀人最多。”七月，武攸宜自幽州凯旋。武懿宗上书，河北百姓顺从契丹人都应该灭族，左拾遗王求礼当众嘲讽武懿宗拥数十万军队而不能抵御契丹，反而要把罪过加于为了活命而委曲求全的河北百姓，请求把武懿宗杀了谢罪。杜景俭也上奏：“河北百姓都是被胁从的，请都予以宽宥”武则天同意。

### 契丹降将
何阿小等三百余名罪大恶极者被斩首。朝廷大臣因为李楷固、骆务整二人曾经屡胜周军，想把他们处死。狄仁杰介入，说服了武则天宽恕并重用了李楷固、骆务整。李楷固平定了继续反抗武周的契丹人。

## 影响

### 对武周的影响
孙万荣在包围幽州之时，曾发檄文给朝廷，要求立重新召回李显和李旦，吉顼游说武则天面首张易之、张昌宗相兄弟，使其在武则天面前多次劝说武氏诸王不孚众望，而李显则是众望所归以保全自己在武则天去世后的荣华富贵。武则天知道是吉顼的意图，吉顼据陈利害，武则天最终定李显为太子。也有说法是，武则天看到檄文回想起狄仁杰解梦之语，遂立李显为太子，同时以李显为元帅。之前，募兵时没有应招之人，在得知李显一同前往时，北邙山头入伍的士兵全满，契丹军自退散。

### 对契丹的影响
契丹经此一战，归附突厥。